# Arnulphe d'Aumont
Arnulphe d'Aumont o Daumont (Grenoble, 27 de desembre de 1720 - Valença, 18 d'agost de 1800) va ser un metge i professor universitari francès, col·laborador de l'Encyclopédie.
Doctorat en medicina el 1744 a la Universitat de Montpeller, va ser testimoni de les fetes que la universitat va fer amb motiu de la convalescència i recuperació del rei Lluís XV i en va publicar l'obra Relation des fêtes publiques données par l'université de Montpellier, à l'occasion du rétablissement de la santé du roi, procuré par trois médecins de cette école (1744). Va ser nomenat un any més tard professor reial de la facultat de medicina de la Universitat de Valença del Delfinat, de la qual va esdevenir rector el 1772. El 1762 va publicar la seva obra Mémoire sur une nouvelle manière d'administrer le mercure dans les maladies vénériennes et autres on descrivia el seu mètode utilitzant llet escalfada d'animals per al tractament de les infermetats venèries. Tanmateix va escriure diversos articles de medicina pels volums III, IV, V, VI i VII de l'obra de Diderot i D'Alembert, l'Encyclopédie ou Dictionnaire raisonné des sciences, des arts et des métiers.